# 26 Velorum
26 Velorum (B Velorum) é uma estrela na direção da Vela. Possui uma ascensão reta de 08h 22m 31.70s e uma declinação de −48° 29′ 25.4″. Sua magnitude aparente é igual a 4.79. Considerando sua distância de 1509 anos-luz em relação à Terra, sua magnitude absoluta é igual a −3.54. Pertence à classe espectral B1V.